# Alan Johnson (koreográfus)
Alan Johnson (Ridley Park, Pennsylvania, 1937. február 18. – Los Angeles, Kalifornia, 2018. július 7.) háromszoros Primetime Emmy-díjas amerikai koreográfus.

## Filmjei

### Koreográfusként
- Producerek (The Producers) (1967)
- Fényes nyergek (Blazing Saddles) (1974)
- Sherlock Holmes legkedvesebb bátyjának kalandja (The Adventure of Sherlock Holmes' Smarter Brother) (1975)
- Cos (1976, tv-sorozat)
- A világ legnagyobb hősszerelmese (The World's Greatest Lover) (1977)
- Világtörténelem – 1. kötet (History of the World, Part I) (1981)
- Drakula halott és élvezi (Dracula: Dead and Loving It) (1995)

### Rendezőként
- Lenni vagy nem lenni (To Be or Not to Be) (1983)
- Napgyermekek (Solarbabies) (1986)

## Díjai
- Primetime Emmy-díj (1972, 1980, 1988)